# Museu Groeninge
O Museu Groeninge está localizado em Bruges, na Bélgica, tendo sido construído no ano de 1930, com o objectivo de dar abrigo à enorme colecção de pintura (essencialmente flamenga) e arte sacra pertencente à cidade. O seu nome deve-se ao nome da rua onde se localiza: a rua Groeninge.
A colecção deste museu belga reúne pintura, escultura e arte sacra desde o século XIV ao século XX, incluindo diversos quadros de Jan van Eyck, Jozef Ducqe de Hans Memling.
Na secção de pintura renascentista e barroca, a secção mais famosa do museu, podem encontrar-se quadros de artistas como Jan van Eyck, Hans Memling, Adriaan Isenbrant e  Jan Antoon Garremijn. Já na secção do século XIX encontram-se obras de pintores como Joseph Suvée, Jozef Ducq, Jozef Odevaere e Albert Gregorius.
Em 1985, o museu adquire uma colecção denominada Herbert, a qual contém obras de pintores expressionistas flamengos como Georges Minne, Albert Servaes, Gustave van der Woestijne, Constant Permeke, Gustave De Smet e Frits van der Berghe. Hoje, o museu Groeninge é um dos mais importantes museus belgas.